# B&Mリテール
B&Mリテール (B&M European Retail Value S.A.) は、「B&Mバーゲンズ (B&M Bargains)」や大規模店「B&Mホームストア (B&M Homestore)」として、600店以上のバラエティ・ストア (variety store) を、イギリスを中心に展開している1976年設立の企業で、週にのべ300万人以上がB&Mの店舗で買い物をしているとされる。
ノース・ウェスト・イングランドのリヴァプールに、62万平方フィート（およそ5500平方メートル）の本部と配送拠点を構え、地方小売店チェーンからイギリスで全国展開を行っている。現在ではドイツおよびフランスにも店舗を持ち、登記上の本店はルクセンブルク市にある。

## 成長
2006年から2012年にかけて、DIYチェーン「GlynWebb」の店舗を取得したB&Mは、これを「B&Mホームストア」に改装し、顕著な成長を遂げた。B&Mは、2007年に会社再建手続に入ったクイックセイヴ (Kwik Save) から、おもな活動範囲としているイングランド北西部の店舗を多数取得し、同様に2009年に破綻した（イギリスの）ウールワース (Woolworths) や、2008年に会社再建手続に入ったオ・ナチュラル (Au-Naturale) の旧店舗の一部も取得した。
2009年、B&Mは、それまで拠点を置いていたブラックプールから、本社機能や流通基地などをリヴァプールの工業団地内へ移転したが、この移転に関わる総投資額は800万ポンドとされ、リヴァプールの開発公社であるリヴァプール・ヴィジョン (Liverpool Vision) から175万ポンドの補助金が提供された。
リヴァプールへ移転した2009年の時点で135店舗を運営していたB&Mは、イギリス全国に400店舗を展開するという将来展望を表明し、その後も2011年に会社再建手続に入ったフォーカスDIY (Focus DIY) の旧店舗を11店舗買収して「B&Mホームストア」に展開するなど拡大を続けている。
2014年6月、ロンドン証券取引所に株式を上場した。2017年8月、冷凍食品チェーンのHeron Foodsを買収し子会社とした。